# The Autumns
 (mars 2012).
Si vous disposez d'ouvrages ou d'articles de référence ou si vous connaissez des sites web de qualité traitant du thème abordé ici, merci de compléter l'article en donnant les références utiles à sa vérifiabilité et en les liant à la section « Notes et références ».
Pour les articles homonymes, voir Autumn.
The Autumns est un groupe américain de rock progressif, aux influences dream pop, venant de Los Angeles, en Californie.

## Historique
Le groupe est formé par Koroshec et Kelly, amis d'enfance. Ils signent sur le label Risk Records en 1997 et réalisent un EP, Suicide at Strell Park, et l'album, The Angel Pool, la même année.
Ils partent ensuite à Londres pour enregistrer leur deuxième album In the Russet Gold of This Vain Hour avec Simon Raymonde, alors ancien membre du groupe Cocteau Twins aux commandes.
Le groupe devient plus célèbre dès la sortie d'In the Russet Gold of This Vain Hour[réf. souhaitée]. Ce nouveau statut ne convient pas aux membres du groupe[réf. souhaitée]. 
Les années suivantes, The Autumns réalisent un Ep de quatre morceaux s'inspirant de chansons d'amour des années 1950 (Le Carillon) ainsi qu’un Ep de reprises. Ils réalisent aussi la bande originale du film Searching for Angela Shelton.
Le groupe sort son troisième album éponyme The Autumns en 2004 sur le label Pseudopod Records aux États-Unis et sur le label Bella Union au Royaume-Uni.
Cet album est encensé par les critiques européennes, dans des journaux tels que le Times ou encore Mojo.
Leur quatrième album, Fake Noise From a Box of Toys, sort sur le label Bella Union le 8 octobre 2007 au Royaume-Uni.
Matthew Kelly, le chanteur principal a aussi collaboré avec le groupe The Sound of Animals Fighting.

## Membres
- Matthew Kelly - (chant, guitare)
- Frankie Koroshec - (guitare)
- Madison Megna - (guitare)
- Dustin Morgan - (basse)
- Steve Elkins - (batterie)

### Anciens membres
- Jon Santana
- Eric Crissman
- Brian Stearns
- Ken Tighe

## Discographie

### Albums
- The Angel Pool (1997)
- In the Russet Gold of This Vain Hour (2000)
- The Autumns (2004)
- Fake Noise from a Box of Toys (2007)

### EPs
- Suicide at Strell Park (1997)
- Winter in a Silver Box (1998)
- Le Carillon (2001)
- Covers (2001)
- Gift (2003)

### Singles
- "Boy With the Aluminum Stilts"  (1999)
- "Every Sunday Sky" (2004)
- "Boys" (2007)

### Split singles
- "White Nights" (Psychic TV cover) / "Callin' Out to Jesus in the Middle of the Night" - Lift to Experience